# Costante Omega
La costante Omega è una costante matematica definita da
{\displaystyle \Omega \cdot e^{\Omega }=1}
e la cui espansione decimale inizia con
{\displaystyle \Omega =0,5671432904097838729999686622...}
È il valore di W(1), dove W è la funzione W di Lambert o funzione omega (da cui il nome della costante).
Ω può essere anche definito come la soluzione di 
{\displaystyle e^{-\Omega }=\Omega }
o anche di
{\displaystyle \ln(1/\Omega )=\Omega .}
La costante {\displaystyle \Omega } può essere calcolata attraverso un metodo iterativo: partendo da una stima iniziale {\displaystyle \Omega _{0}} e considerando la successione
{\displaystyle \Omega _{n+1}=e^{-\Omega _{n}}.}
che avrà limite {\displaystyle \Omega } quando {\displaystyle n\to \infty }. La convergenza di questa iterazione avviene poiché {\displaystyle \Omega } è un punto fisso attrattivo della funzione {\displaystyle e^{-x}}.
A ogni modo è molto più efficiente utilizzare l'iterazione
{\displaystyle \Omega _{n+1}={\frac {1+\Omega _{n}}{1+e^{\Omega _{n}}}},}
poiché la funzione
{\displaystyle f(x)={\frac {1+x}{1+e^{x}}},}
ha il medesimo punto fisso ma ha derivata nulla nel suddetto punto e quindi la convergenza è quadratica (il numero di cifre corrette raddoppia approssimativamente a ogni iterazione).
Un'identità tramite integrale improprio dovuta a Victor Adamchik è la seguente:
{\displaystyle \Omega ={\frac {1}{\displaystyle \int _{-\infty }^{+\infty }{\frac {\,dt}{(e^{t}-t)^{2}+\pi ^{2}}}}}-1.}

## Irrazionalità e trascendenza
La costante {\displaystyle \Omega } è un numero trascendente. 
Per dimostrare la sua irrazionalità è possibile servirsi del fatto che e è trascendente: se {\displaystyle \Omega ={\frac {p}{q}}} (con p e q interi), allora
{\displaystyle 1={\frac {p}{q}}e^{p/q}}
cioè
{\displaystyle e={\sqrt[{p}]{\frac {q^{q}}{p^{q}}}}}
e quindi e sarebbe algebrico, il che è assurdo.
La trascendenza di {\displaystyle \Omega } è una conseguenza del teorema di Lindemann-Weierstrass: se fosse algebrico, il numero {\displaystyle e^{\Omega }} sarebbe trascendente, così come {\displaystyle {\Omega \cdot e^{\Omega }}}, il che è assurdo perché questa quantità è uguale a 1 per definizione. Quindi {\displaystyle \Omega } è trascendente.